# Фишер, Анджей
А́нджей Лю́цьян Фи́шер (пол. Andrzej Lucjan Fischer; 15 января 1952, Сважендз, Польша — 22 ноября 2018) — польский футболист, вратарь.
В составе сборной Польши становился бронзовым призёром чемпионата мира 1974 года.

## Карьера

### Клубная
Воспитанник клуба «Уния» из Сважендза, позже выступал за «Лех» и «Гурник». В составе «Гурника» становился призёром чемпионата Польши.
Завершал карьеру в западногерманском «Аалене». Клуб в то время играл в Оберлиге Баден-Вюртемберг. В розыгрыше Кубка ФРГ 1986/87 Фишер провёл 1 матч первого раунда, в котором «Аален» со счётом 0:2 дома уступил дюссельдорфской «Фортуне».
Жил в Хильдесхайме.

### В сборной
За сборную Польши Фишер провёл 2 товарищеских матча. 13 апреля 1974 года он дебютировал в Порт-о-Пренсе в матче со сборной Гаити, гаитяне одержали победу со счётом 2:1. 15 мая 1974 года состоялся второй и последний матч Анджея Фишера за сборную, в Варшаве Польша встречалась со сборной Греции. Фишер был заменён после первого тайма, встреча завершилась победой поляков со счётом 2:0. Анджей Фишер был включён в заявку на чемпионат мира 1974 года, но на поле не выходил, поскольку все матчи на турнире без замен отыграл Ян Томашевский.

## Достижения
- Бронзовый призёр чемпионата мира: 1974
- Серебряный призёр чемпионата Польши: 1973/74
- Бронзовый призёр чемпионата Польши: 1976/77
- Обладатель Кубка польской лиги: 1978